# Татихара, Митидзо
Митидзо Татихара (яп. 立原道造, 30 июля 1914, Токио – 29 марта 1939, Токио)  — японский поэт и архитектор. Родился в семье Татедзиро и Томе Тачихара. Умер в 24 года из-за туберкулёза.
Будучи гражданином Токио, Митидзо редко упоминал современные городские сцены в своих работах, предпочитая описания природы.
Природные ландшафты высокогорья Синано представляли собой множество образов, которые поэт использовал в своих работах (такие как птицы, облака, цветы, трава, горы, небо, деревья и ветер). Значительная часть его поэзии основана на поэтическом порыве, из-за чего его работы часто называли «сентиментальными». Он открыто писал о своих чувствах и выражал то, что было в его сердце, позволяя своим стихам быть чистыми и искренними.
Его имя в Дхарме — Онкёин Шиундо Норикиё Синши (温 恭 院 紫雲 道 範清信 士).

## Образование и развитие
Митидзо ещё в дошкольном возрасте увлекался рисованием, и учителя считали его вундеркиндом. В 1927 году Митидзо поступил в третью среднюю школу Мориока. Там он вступил в клуб живописи, где научился пользоваться пастельными мелками, а также в журнальный клуб, где узнал как представлять рукописи для публикации. К 1929 году Бюллетень выпускников напечатал 11 его танка, а некоторые из рисунков Митидзо выиграли серебряную медаль на студенческой выставке.
Закончив пятый год средней школы, Митидзо сразу поступил в колледж, выбрав естественнонаучные дисциплины. Он вступил в литературный клуб и перешёл от танка к свободным стихам, а также начал читать немецкого поэта Рильке и французских поэтов Валери и Бодлера.
Окончив колледж в 1934 году, Митидзо поступил в Императорский университет на трёхлетний курс обучения архитектуре. В университете он три года подряд выигрывал ежегодную премию за лучший проект или дизайн студента-архитектора. По окончании учёбы он был нанят компанией Ishimoto Architects, но ему не нравилась его работа. Он чувствовал себя заключённым в рамки, не имеющим возможности реализовать свой творческий потенциал.

## Туберкулёз
К марту 1938 года Митидзо начал испытывать истощение и чувство подавленности. Он заметил, что чаще спит и страдает от субфебрильной температуры. Врач назначил ему отдых, но Митидзо отправился в долгое путешествие на север Хонсю и Нагасаки. В декабре 1938 года он прибыл в Нагасаки в изнеможении и попал в больницу, где у него появляется новый симптом — кровохарканье. После возвращения Митидзо в Токио врачи прописали ему постоянный отдых, но туберкулёз уже начал поражать жизненно важные органы. Поэт поступил в токийский санаторий. К 29 марта 1939 года болезнь полностью одолела его, и он умер.

## Рекомендации
- Роберт Эпп и Иида Гакудзи, «Рассвет, закат — поэзия Татихары Митидзо» (Лос-Анджелес, Калифорния: Якуша, 2001), 464 страницы. ISBN 1-880276-45-3